# Monster Energy

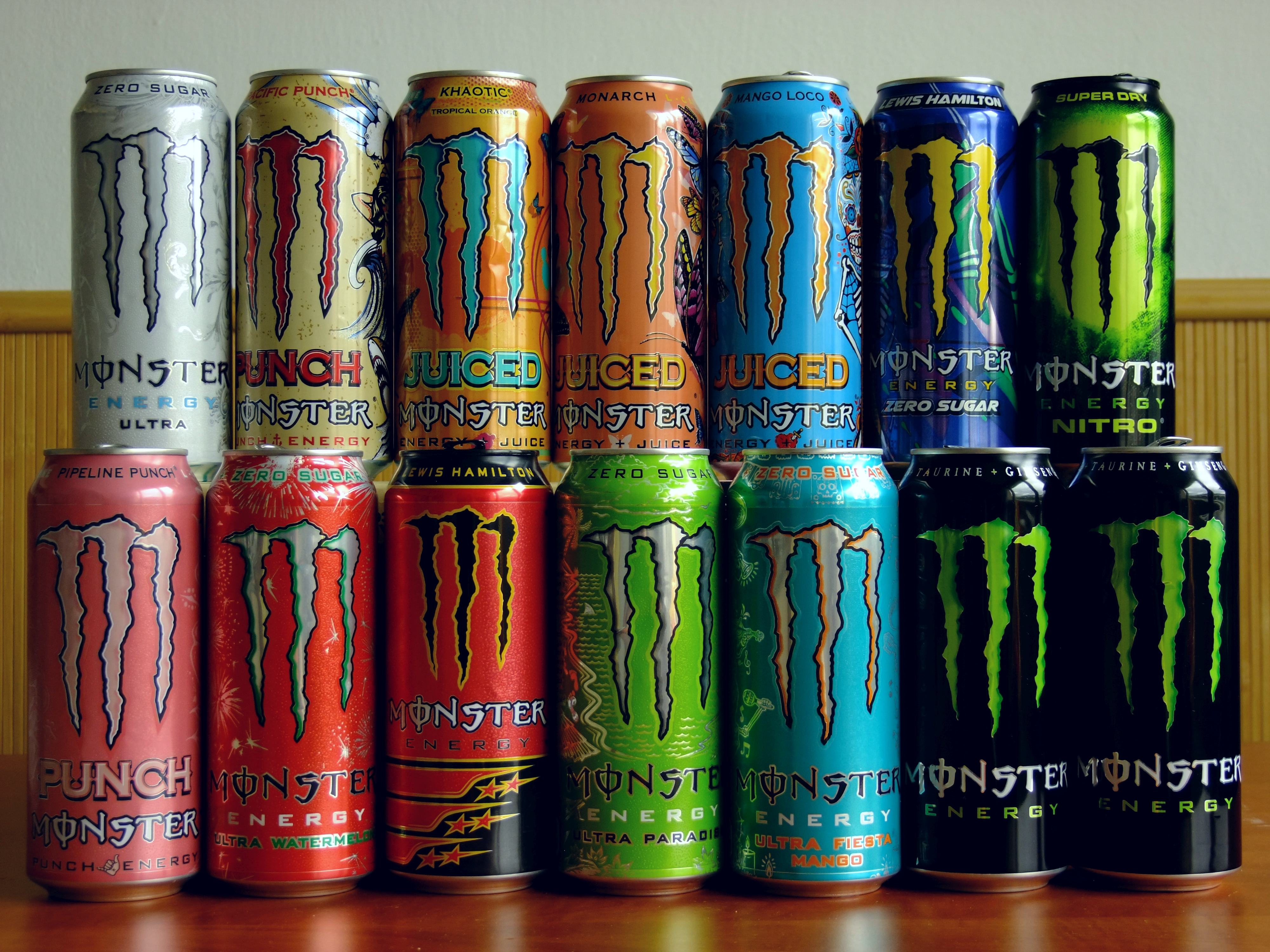
Niektóre dostępne w Polsce rodzaje napoju Monster Energy (2023)

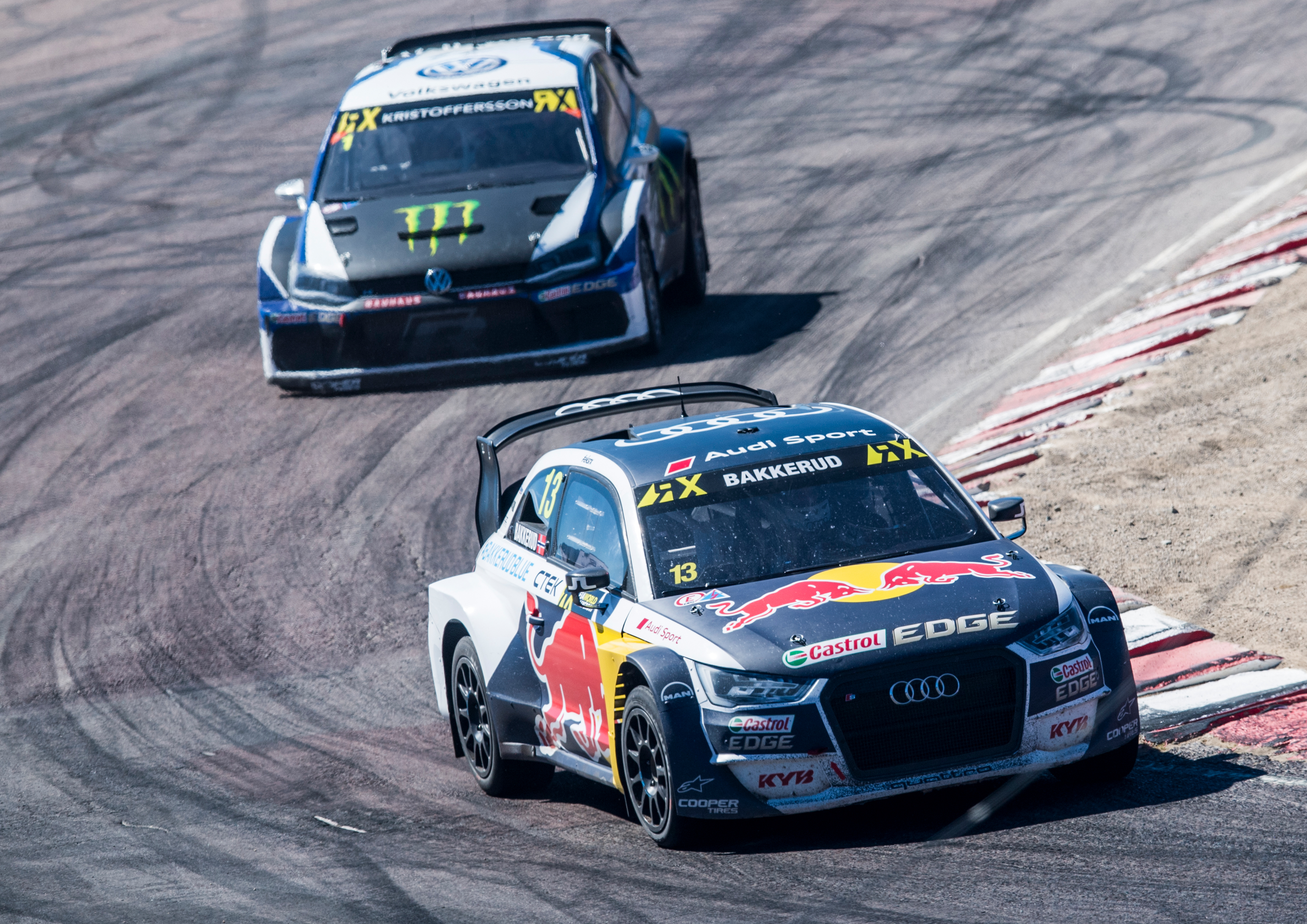
Samochody rajdowe podczas wyścigu w barwach sponsorów, którzy są bezpośrednią konkurencją – Monster Energy i Red Bull.

Monster Energy – napój energetyzujący produkowany przez Monster Beverage Corporation (dawniej firma nosiła nazwę Hansen Natural) od kwietnia 2002 roku. W Polsce sprzedaż napojów Monster Energy rozpoczęła się w lutym 2012 roku.

## Rodzaje
Istnieje ponad 130 rodzajów napoju, oferta różni się w zależności od kraju. W Polsce dostępnych jest osiem smaków Monster Energy, dziewięć smaków Monster Energy Ultra (wersji bez cukru), osiem smaków Monster Juiced (wersji z dodatkiem soków owocowych) i cztery smaki Monster Super Fuel (roztworu węglowodanowo-elektrolitowego). Okazjonalnie dostępne są również smaki limitowane. 
W Polsce dominującą pojemnością jest 500 ml, jednakże w sprzedaży są również puszki o pojemnościach 250 ml, 355 ml, 553 ml i 568 ml.

## Skład
Zawartość kofeiny w większości napojów energetycznych Monster wynosi ok. 10 mg/oz (33,81 mg/100 ml). Jak większości napojów tego typu, nie zaleca się napoju dzieciom, kobietom ciężarnym oraz ludziom wrażliwym na kofeinę.
Skład większości napojów jest podobny; składają się one z wody, cukru, regulatorów kwasowości (kwasu cytrynowego i cytrynianu sodu), dwutlenku węgla, tauryny (400–420 mg/100 ml), kofeiny (około 30–35 mg/100 ml), witamin (niacyny, kwasu pantotenowego, witaminy B6, ryboflawiny i witaminy B12); niektóre zawierają też inozytol, glukuronolakton, L-karnitynę, teobrominę, ekstrakty guarany, kwas askorbinowy, wyciąg z korzenia żeń-szenia (80 mg/100 ml). 